# Shahrestān-e Marāveh Tappeh
Shahrestān-e Marāveh Tappeh (persiska: شهرستان مراوه تپه, مراوه تپه) är en delprovins (shahrestan) i Iran.   Den ligger i provinsen Golestan, i den norra delen av landet, 500 km nordost om huvudstaden Teheran.
Delprovinsen hade 60 953 invånare 2016.